# Parroquia Nuestra Señora de la Cabeza (Motril)
El Santuario o Parroquia de Nuestra Señora de la Cabeza es un templo religioso católico situado en la ciudad española de Motril, provincia de Granada, con la advocación mariana de la Virgen de la Cabeza, patrona de Motril.

## Arquitectura
Del edificio del siglo XVII solamente se conserva la planta de cruz latina. El templo fue edificado nuevamente en el siglo XX. De 1968 data el retablo y de 1967 el camarín de la virgen, obras del motrileño Manuel González Ligero. Tanto en el camarín como en el retablo se repite el motivo decorativo de la azucena, símbolo de pureza.

## Historia
Para el culto de la imagen de la Virgen se erigió una ermita sobre el emplazamiento de una fortificación nazarí destinada a la vigilancia de la rada de Motril. Sobre esta ermita se edificó en 1641 el Santuario, obra de Isidro de la Chica, con planta de cruz latina y una sola nave.
Es incendiado durante la Guerra Civil. El templo es restaurado a mediados del siglo XX.

## Fiestas Marianas
La Virgen de la Cabeza es la patrona de Motril. Las fiestas en honor a la Virgen de la Cabeza tienen lugar el 15 de agosto, día de la Asunción de María. Por la mañana se celebra una misa, con gran asistencia de fieles, y por la tarde se lleva a cabo la procesión.
La procesión de la Virgen de la Cabeza y Nuestro Padre Jesús Nazareno en el Día de los Terremotos data del 13 de enero de 1804, cuando los motrileños se encomendaron a sus patronos para que, por su intercesión, cesaran los terremotos que sacudieron Motril.